# Hypothèse du fusil à clathrates
L'hypothèse du fusil à clathrates est le nom communément donné à l'hypothèse selon laquelle une augmentation de la température des océans (ou une chute de leur niveau) déclencherait une libération soudaine dans l'atmosphère du méthane des hydrates de méthane enterrés dans le fond marin et contenu dans le pergélisol, menant ainsi à un réchauffement supplémentaire dû à la propriété de gaz à effet de serre du méthane.  
Cependant, les scientifiques ne sont pas unanimes quant à la possibilité pour le méthane contenu dans les clathrates de rejoindre l'atmosphère,. 

## Mécanisme
L'hydrate de méthane est une forme de glace contenant une grande quantité de méthane dans sa structure cristalline. De large dépôts d'hydrate de méthane existent sous les sédiments des fonds marins, cependant leur quantité n'est pas connue précisément.
La libération soudaine du méthane contenu dans les dépôts d'hydrate de méthane pourrait être une cause de réchauffements climatiques, futurs ou présent.